# Rupert Sheldrake
Rupert Sheldrake (* 28. června 1942) je anglický biochemik a fyziolog rostlin. Je známý návrhem neortodoxního popisu morfogeneze a výzkumy v oblasti parapsychologii. Jeho knihy a studie vycházejí z jím vytvořené teorie morfické rezonance (anglicky morphic resonance) a týkají se témat jako je vývoj a chování živočichů a rostlin, paměti, telepatie, vnímání a poznávání obecně. Mezi jeho publikace patří A New Science of Life (1981), Seven Experiments That Could Change the World (1995, česky „Sedm experimentů, které by mohly změnit svět“, Elfa, 2005 ), Dogs That Know When Their Owners Are Coming Home (1999, česky „Váš pes to ví“, Rybka Publishers, 2003), a The Sense of Being Stared At (2003).

## Život
Rupert Sheldrake se narodil v nottinghamském hrabství ve střední Anglii do rodiny metodistů. Otec jakožto amatérský přírodovědec a mikroskopista syna podporoval v jeho zájmu o živou přírodu. Na anglikánské internátní střední škole si Sheldrake posléze vybral zaměření na přírodní vědy. S podporou stipendia studoval dále biochemii na cambridgeské Clare College, kde získal univerzitní cenu za botaniku. Po studiu filozofie a dějin přírodních věd na Harvardově univerzitě (na něž získal grantovou podporu spolku Franka Knoxe, určenou studentům z Austrálie, Kanady, Nového Zélandu a Velké Británie) se vrátil do Cambridge, kde získal doktorský titul v oboru biochemie.